# هندسة ناقصية
الهندسة الناقصية أو الهندسة الإهليلجية (بالإنجليزية: Elliptic geometry)‏، أحياناً يطلق عليها هندسة ريمان، هي نوع من الهندسة اللاإقليدية بحيث من أجل أي مستقيم L ونقطة p لا تقع على المستقيم L، فإنه لا يوجد أي مستقيم مواز لـ L يمر من p.
إن الهندسة الإهليلجية تخرق مسلمة التوازي الإقليدية، تماماً مثل الهندسة الزائدية والتي تنص على أنه يوجد مستقيم واحد فقط موازٍ للمستقيم L يمر من p. حيث في الهندسة الإهليلجية لايوجد مستقيمات متوازية على الإطلاق. على سبيل المثال، خطوط الطول على سطح الكرة الأرضية. للهندسة الإهليلجية خصائص فريدة، على سبيل المثال إن مجموع زوايا أي مثلث يكون أكبر من 180 درجة.